# Тосто, Лоренцо
Лоренцо Тосто (итал. Lorenzo Tosto; род. 29 января 2006 года в Лукке, Италия) — итальянский футболист, защитник клуба «Эмполи».

## Клубная карьера
Лоренцо является воспитанником клуба «Эмполи». С ранних лет он играл на позиции центрального защитника. В сезоне 2024/25 игрока стали активно привлекать к тренировкам и матчам взрослой команды тосканцев. Его дебют за «Эмполи» состоялся 24 сентября 2024 года: в матче Кубка Италии против «Торино» он провёл на поле 75 минут, а затем был заменён на Маттиа Вити. 4 декабря защитник целиком отыграл встречу 1/8 финала национального кубка с «Фиорентиной». 2 февраля 2025 года Лоренцо дебютировал в Серии А, заменив Луку Марьянуччи за 1-й добавленной минуте второго тайма матча против «Ювентуса».

## Международная карьера
Защитник представляет Италию на юношеском уровне. Свой единственный матч за юношескую сборную Италии (до 17 лет) он сыграл 25 января 2023 года, это была встреча с испанскими сверстниками. В 2024 году игрок провёл 2 матча в составе юношеской сборной до 18 лет. С того же года Лоренцо является членом юношеской сборной Италии (до 19 лет) и имеет на своём счету 7 сыгранных встреч.

## Личная жизнь
Отец Лоренцо, Витторио (род. 1974) — бывший футболист, крайний защитник. Последние 4 года карьеры он провёл в «Эмполи».